# Teufelsturm (Sächsische Schweiz)

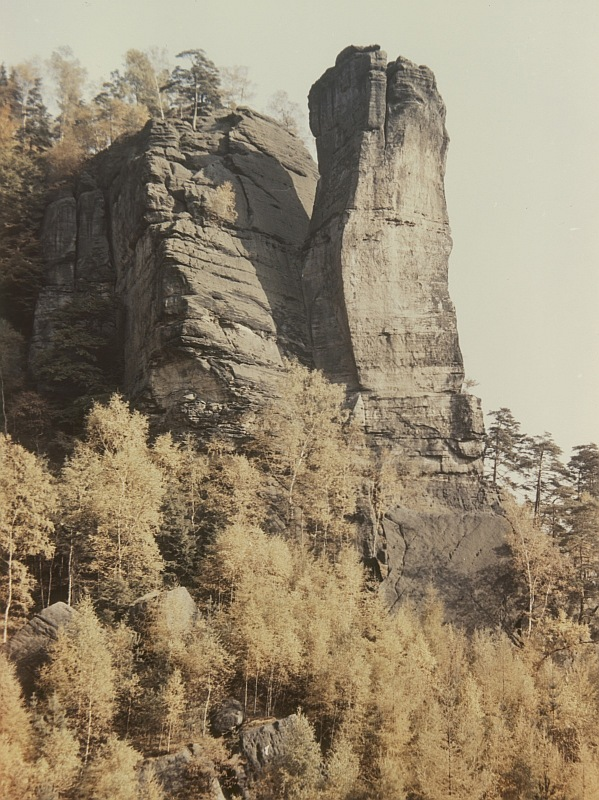
Der Teufelsturm

Der Teufelsturm (auch Butterweckfels oder Mittagstein) ist ein markanter, etwa fünfzig Meter hoher Felsturm und Klettergipfel in der Sächsischen Schweiz. Er befindet sich rechtselbisch am oberen Rand des Elbtals zwischen Schmilka und Bad Schandau in den Schrammsteinen. Der Teufelsturm wird auch als „Symbol des Sächsischen Bergsteigens“ bezeichnet.

## Namensgebung
Der älteste Name des Gipfels ist wahrscheinlich die Bezeichnung als Butterweck oder Butterweckfels, da der Gipfelkopf aus der Entfernung, etwa vom anderen Elbufer aus, eine gewisse Ähnlichkeit mit einem Brötchen besitzt. Der Teufelsturm wurde bereits von Wilhelm Leberecht Götzinger in seinen Beschreibungen der Sächsischen Schweiz genannt, der ihn als Mittagsweiser der Bauern auf den Hochflächen rund um Schöna und Reinhardtsdorf erwähnt. Der vom Teufelsturm auf die hinter ihm stehende Felswand geworfene Schatten verschwindet – aus Richtung Reinhardtsdorf-Schöna gesehen – gegen Mittag genau hinter dem Turm, der daher auch als Mittagstein oder Mittagfels bezeichnet wurde. Eine weitere Bezeichnung ist Campanile, wahrscheinlich abgeleitet von gleichnamigen Gipfeln in den Dolomiten und der Brenta, passend aber auch aufgrund der glattwandigen und weitgehend viereckigen Struktur des Turms. Der heute meistverwendete Name ist wahrscheinlich auf die Schwierigkeit des Aufstiegs zurückzuführen.

## Klettersportliche Bedeutung
Anfang des 20. Jahrhunderts galt der Teufelsturm als schwerster Kletterfels der Sächsischen Schweiz. Am 9. September 1906 gelang schließlich Oliver Perry-Smith die erfolgreiche Erstbesteigung über den heute mit dem Schwierigkeitsgrad VIIb, ohne Unterstützung VIIc (sächsische Skala) eingestuften Alten Weg. Die Durchsteigung gilt als Höhepunkt der ersten Erschließungszeit im Klettergebiet Sächsische Schweiz und wurde damals als „schwerste Kletterei der Sächsischen Schweiz“ bezeichnet.
In den 1930er Jahren galt die Talseite des Teufelsturms als eine der letzten großen bergsportlichen Herausforderungen der Sächsischen Schweiz, nachdem erste Versuche, u. a. von Emanuel Strubich bereits Anfang der 1920er Jahre gescheitert waren. 1936 gelang schließlich Rudolf Stolle die erstmalige Begehung dieser heute mit dem Schwierigkeitsgrad VIIIb eingestuften Kletterroute. Die Begehung blieb umstritten, da der Erstbegeher sowohl im unteren Teil, als auch an der Schlüsselstelle je einen Sicherungsring mehr verwendete und sich über die Schlüsselstelle unterstützen (er nutzte einen menschlichen Steigbaum) ließ.
Eine wichtige Erstbegehung stellte auch 1965 die Ostwand (Schwierigkeitsgrad VIIIc) von Kurt Richter dar. In den 1970ern und 1980ern durchstieg schließlich Bernd Arnold mit der Sonnenuhr (1977, IXa) und der Teufelei (1984, Xa) Wege, deren Schwierigkeitsgrade jeweils zu den Spitzenleistungen ihrer Zeit gehörten.
Bedeutendster Weg dürfte der Pferdefuß sein. Der im Jahr 1984 von Werner Schönlebe erstbegangene Weg verläuft entlang einer markanten Kante und ist im Rotpunktstil geklettert mit dem Schwierigkeitsgrad Xc eingestuft. 
2007 wurde durch Heinz Zak erstmals eine Highline vom Teufelsturm zum benachbarten Massiv begangen, was allerdings auch zu Diskussionen über Sinn und Zweck von Trendsportarten in der Sächsischen Schweiz führte.